# Estadio Azteca
Estadio Azteca er et stadion beliggende i Mexicos hovedstad Mexico City.
Siden indvielsen i 1966 har Azteca været officiel hjemmebane for den professionelle fodboldklub Club América, og nationalstadion for Mexicos fodboldlandshold.